# Gustavus Green
Gustavus Green (* 11. März 1865 in Hounslow; † 29. Dezember 1964 in London) war ein britischer Ingenieur.

## Leben

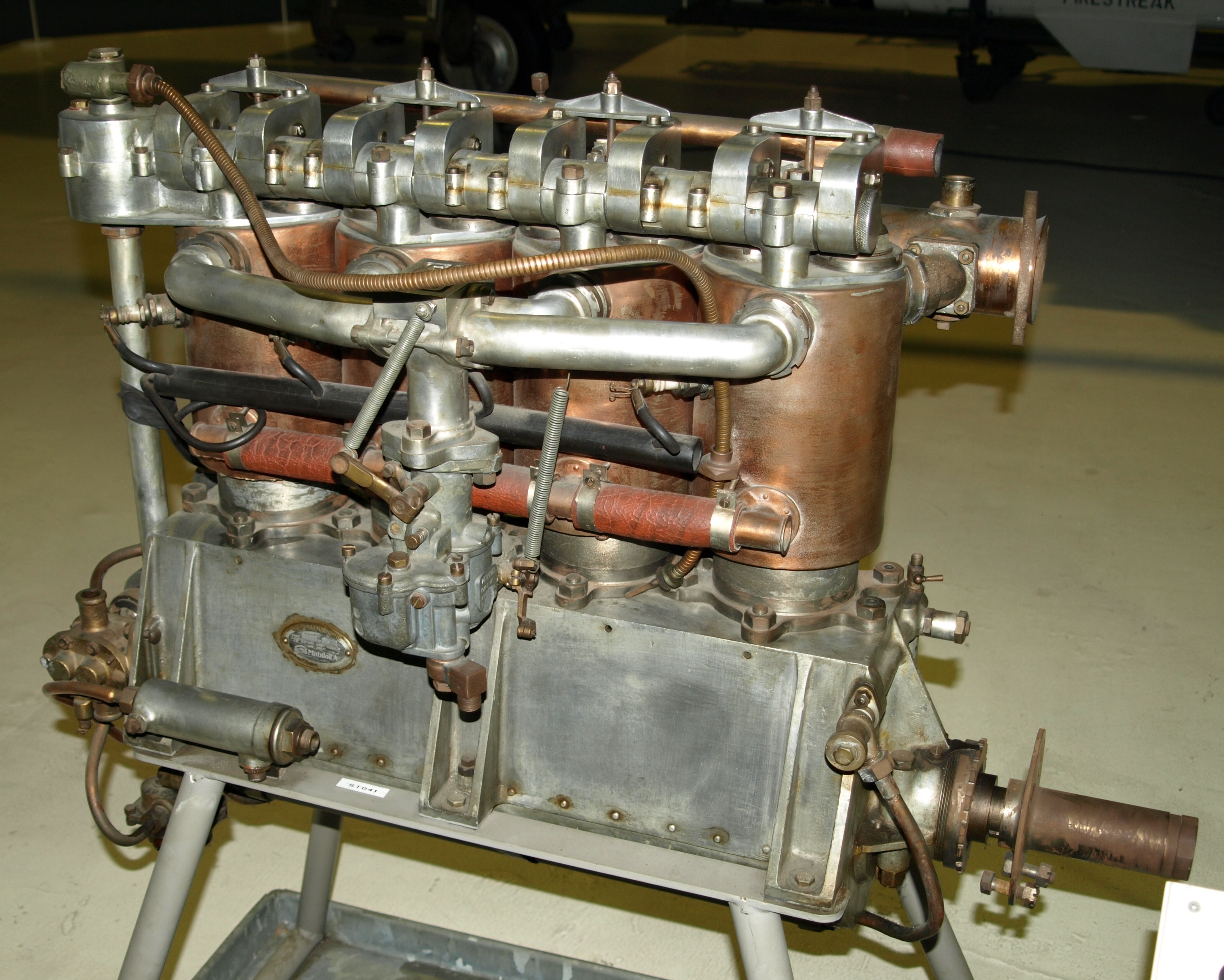
Green C4 Motor (1908)

1905 entwickelte Green die ersten wassergekühlten Flugmotoren in England, und 1913 gründete er die Green Engine Company. Die Green-Motoren wurden von zahlreichen Pionieren der britischen Luftfahrt, wie beispielsweise Alliott Verdon Roe, Gründer der Avro Flugzeugwerke, und Samuel Franklin Cody, verwendet.
1908 ging der Green C.4, ein wassergekühlter Vierzylinder-Flugmotor in Serie, 1911 folgte der Green E.6, ein ebenfalls wassergekühlter Sechszylindermotor. 1912 erhielt Green den Patrick-Young-Alexander-Preis. Seine späteren Motoren wurden in Torpedobooten im Ersten Weltkrieg verwendet. Nach dem Zweiten Weltkrieg war Green an der Entwicklung des Konzepts flexibler Decks für leichte Flugzeugträger beteiligt. Seine Ideen für ein solches Deck erhielten ihre Bestätigung durch die erfolgreiche Landung einer De Havilland Sea Vampire, geflogen von Eric Melrose Brown, auf dem experimentellen Green-Gummi-Deck (rubber deck), das auf der HMS Warrior, einem Leicht-Flugzeugträger der Colossus-Klasse, installiert war.
Gustavus Green wurde 1958 Ehrenmitglied der Royal Aeronautical Society. Er verstarb im Dezember 1964 in seinem Haus im Londoner Stadtteil Twickenham.